# 蒂尔托
蒂尔托（法語：Turretot，法語發音：[tyʁto]）是法国滨海塞纳省的一个市镇，属于勒阿弗尔区。

## 地理
蒂尔托（49°36'27"N, 0°13'38"E）面积6.07 平方千米，位于法国诺曼底大区滨海塞纳省，该省份为法国北部沿海省份，其西部及北部濒大西洋英吉利海峡，东起顺时针与索姆省、瓦兹省、厄尔省和卡爾瓦多斯省接壤。
与蒂尔托接壤的市镇（或旧市镇、城区）包括：克里克托莱讷瓦勒、戈讷维尔拉马莱、贝克圣母村、圣马丹迪贝克。

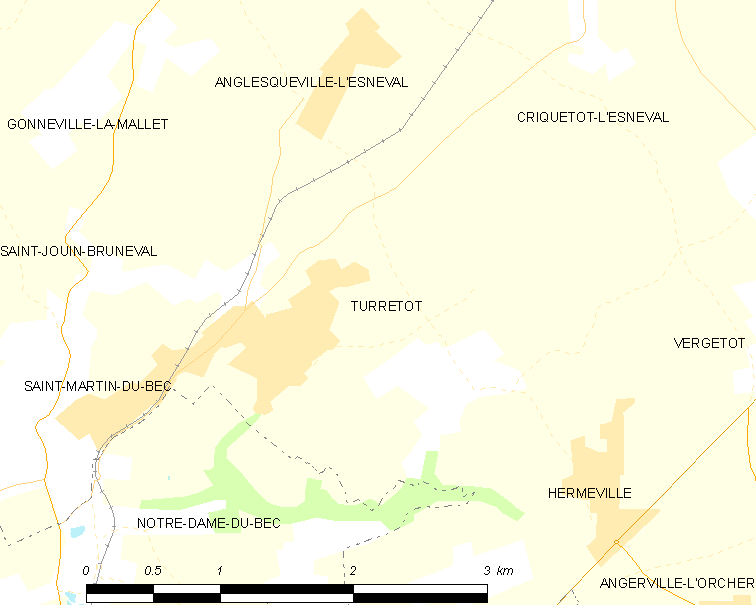
蒂尔托的OSM定位图

蒂尔托的时区为UTC+01:00、UTC+02:00（夏令时）。

## 行政
蒂尔托的邮政编码为76280，INSEE市镇编码为76716。

## 政治
蒂尔托所属的省级选区为滨海奥克特维尔县。

## 人口

1962-2008年间蒂尔托人口变化图示

蒂尔托于2022年1月1日时的人口数量为1595人。